# Elecciones municipales de Manta de 2019
Las elecciones municipales de Manta de 2019 hacen referencia al proceso electoral que se llevó a cabo el 24 de marzo de dicho año con el fin de designar a las autoridades locales para el período 2019-2023.

## Preparación

### Precandidaturas retiradas
| Lista | Logo | Partido / Movimiento                  | Precandidato     | Fecha de retiro   | Razón                                                                                         | Ref |
| ----- | ---- | ------------------------------------- | ---------------- | ----------------- | --------------------------------------------------------------------------------------------- | --- |
| 35    |      | Alianza PAIS                          | Jorge Zambrano   | Enero de 2019     | Endosa la candidatura a su esposa Ana María Suárez                                            |     |
| 21 72 |      | Movimiento CREO Movimiento Sí Podemos | Jaime Estrada    | Noviembre de 2018 | Se candidatea para prefecto de Manabí y endosa la candidatura a José Delgado                  |     |
| 65    |      | Movimiento Unidad Primero             | Mariano Zambrano | Diciembre de 2018 | Cristaliza alianza con el Partido Social Cristiano y endosa la candidatura a Víctor Chiriboga |     |

## Candidatos
| Lista          | Logo | Partido / Movimiento | Candidato                 | Ref |
| -------------- | ---- | --- | ------------------------- | --- |
| 3              |      | Partido Sociedad Patriótica | Jonathan Hidalgo Vinces   |     |
| 4              |      | Ecuatoriano Unido | Nataly Salazar Toala      |     |
| 6 65 111       |      | Alianza por el Desarrollo de Manta Conformado por: - Partido Social Cristiano - Movimiento Unidad Primero - Movimiento Nuevo Rumbo           | Víctor Chiriboga Erazo    |     |
| 9              |      | Libertad es Pueblo | Cristóbal Matute Quintero |     |
| 11             |      | Movimiento Justicia Social | José Briones Cuenca       |     |
| 12             |      | Izquierda Democrática | Trajano Andrade Viteri    |     |
| 19             |      | Unión Ecuatoriana | Jesús Tomalá Pinto        |     |
| 23             |      | Movimiento SUMA | Victor Traverso Loor      |     |
| 35 1 17 20 100 |      | Oportunidad y Cambio Conformado por: - Alianza PAIS - Centro Democrático - Partido Socialista Ecuatoriano - Democracia Si - Movimiento Mejor | Ana María Suárez López    |     |
| 51             |      | Concertacion | José García Zambrano      |     |
| 72             |      | Si Podemos | José Delgado Vélez        |     |
| 95             |      | Nueva Generación | Geovanny Rodríguez Quimis |     |
| 107            |      | Movimiento Mejor Ciudad | Agustín Intriago Quijano  |     |

## Resultados

### Elección de alcalde
| Lista          | Partido / Movimiento               | Candidato            | Votos | %      |
| -------------- | ---------------------------------- | -------------------- | ----- | ------ |
| 3              | Partido Sociedad Patriótica        | Jonathan Hidalgo     | 341   | 0,23%  |
| 4              | Movimiento Ecuatoriano Unido       | Nataly Salazár Toala | 1072  | 0,71%  |
| 6 65 111       | Alianza por el Desarrollo de Manta | Víctor Chiriboga     | 10228 | 6,28%  |
| 9              | Movimiento Libertad es Pueblo      | Cristóbal Matute     | 497   | 0,23%  |
| 11             | Movimiento Justicia Social         | José Briones         | 648   | 0,43%  |
| 12             | Izquierda Democrática              | Trajano Andrade      | 4344  | 2,90%  |
| 19             | Unión Ecuatoriana                  | Jesús Tomalá         | 1362  | 0,91%  |
| 23             | Movimiento SUMA                    | Victor Traverso      | 3852  | 2,57%  |
| 35 1 17 20 100 | Oportunidad y Cambio               | Ana María Suárez     | 10911 | 7,05%  |
| 51             | Movimiento Concertación            | José García          | 795   | 0,53%  |
| 72             | Movimiento Sí Podemos              | José Delgado         | 53005 | 35,36% |
| 95             | Movimiento Nueva Generación        | Geovanny Rodríguez   | 370   | 0,25%  |
| 107            | Movimiento Mejor Ciudad            | Agustín Intriago     | 62483 | 41,68% |

### Nómina de Concejales Electos

#### Circunscripción Urbana 1
| Partido                  | Concejal            |
| ------------------------ | ------------------- |
| Fuerza Compromiso Social | Bosco Vera          |
| Fuerza Compromiso Social | Verónica Calderón   |
| Movimiento Sí Podemos    | Mauro Rezabala      |
| Movimiento Sí Podemos    | Violeta Ávila       |
| Movimiento Mejor Ciudad  | Marciana Valdivieso |

#### Circunscripción Urbana 2
| Partido                  | Concejal       |
| ------------------------ | -------------- |
| Fuerza Compromiso Social | Miller Andrade |
| Fuerza Compromiso Social | Juan Casanova  |
| Movimiento Sí Podemos    | Beatriz Santos |
| Movimiento Sí Podemos    | Hernán Salcedo |
| Movimiento Mejor Ciudad  | Raúl Castro    |

#### Circunscripción Rural
| Partido                  | Concejal       |
| ------------------------ | -------------- |
| Fuerza Compromiso Social | Ledín Valencia |